# 西苑公园
西苑公园，位于天津市武清区，始建于1992年10月筹建，1994年6月1日建成对外开放，占地面积65,334平方米。